# 陶本施泰因山
47°39′31″N 11°55′16″E / 47.65862°N 11.92112°E

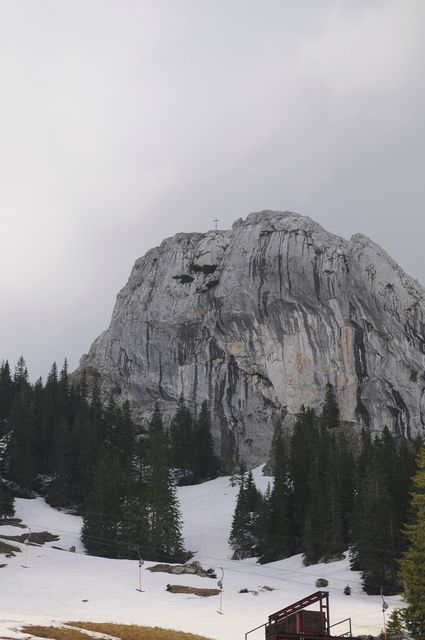

陶本施泰因山（德語：Taubenstein），是德國的山峰，位於該國東南部，由巴伐利亞負責管轄，屬於巴伐利亞前阿爾卑斯山脈的一部分，海拔高度1,692米，每年平均降雨量1,764毫米。